# La Minotauromachie
La Minotauromachie (en espagnol : La minotauromaquia) est une eau-forte réalisée par Pablo Picasso en 1935 à Paris. Elle est conservée aux musées Picasso de Barcelone et de Paris et au MoMA de New York.
Le minotaure — créature mythologique avec une tête de taureau sur un corps humain — est l'un des grands protagonistes de la production picassienne des années 1930, aussi bien en peinture que dans son œuvre graphique. C'est le thème de cette estampe fondamentale de Picasso, La Minotauromaquia.

## Description
L'estampe a la particularité de représenter plusieurs scènes en une seule composition, dans un espace étroit et limité.
Les deux personnages principaux sont une fille qui porte un bouquet de fleurs dans une main et une bougie dans l'autre en faisant face à un imposant et menaçant minotaure. Entre les deux, une femme vêtue de torero avec le ventre et la poitrine nus, assise sur une jument blessée dont le ventre est ouvert avec les intestins qui en sortent. Elle tient une épée que semble empoigner le minotaure. À gauche, un vieil homme seulement vêtu d'un pagne fuit en montant à une échelle. Au-dessus de la scène, deux femmes observent la scène, appuyées sur le rebord d'une fenêtre où viennent de se poser deux pigeons. En arrière-plan, au loin, on distingue un voilier sur la mer.

## Contexte et considérations techniques
Cette eau-forte, pour laquelle il a aussi utilisé le grattoir et le burin, a été réalisée au printemps 1935 et imprimée par Roger Lacourière, en six états et tirée en 55 exemplaires sur papier vergé Montval. Cette œuvre d'interprétation symbolique difficile, est la synthèse de toute une série d'œuvres autour du mythe du minotaure. Les personnages principaux sont une jeune femme portant une bougie et un bouquet de fleurs faisant face à la bête avec un visage serein ; un grand minotaure au centre de la composition ; une femme torera (qui semble avoir comme modèle Marie-Thérèse Walter, avec qui Picasso a eu une relation plusieurs années) blessée, la poitrine découverte et tombant de la croupe d'un cheval ; à gauche, un homme monté sur une échelle, barbu et à moitié nu, semble fuir ; dans la partie supérieure, deux jeunes regardent la scène depuis une fenêtre, avec des pigeons.
La minotauromaquia, réalisée un an avant le début de la guerre civile espagnole, est considérée comme l'un des précédents immédiats de son célèbre tableau Guernica.

## Autres estampes du minotaure
Les années 1930 sont une époque de grande production graphique, chez Picasso. En plus de La minotauromaquia, sont à noter les cent gravures que compose la Suite Vollard, une série d'eaux-fortes réalisées par Picasso entre 1930 et 1937 et éditée en 1939 par son marchand Ambroise Vollard. La thématique de ces estampes s'articule en cinq groupes : « le viol », « l'atelier du sculpteur », « Rembrandt », « Minotaure » et « Minotaure aveugle ». D'autres ne suivent pas une thématique concrète et trois sont des portraits de Vollard.
Clifford Ackley fait un lien dans Rembrandt's Journey entre La Minotauromachie et plusieurs œuvres d'Albrecht Dürer — Saint Jérôme dans son étude, Le Chevalier, la Mort et le Diable et Melencolia —, la série La Vie de la Vierge d'Hendrik Goltzius et La Pièce aux cent florins de Rembrandt, pour sa grande taille et sa grande qualité technique.

## Conservation
L'estampe est conservée au musée Picasso de Barcelone à la suite d'une donation de l'artiste faite en 1938 qui contient la dédicace : « pour le musée d'art moderne. Picasso, Paris, le 30 septembre 1938. »
Le MoMA de New York et le musée Picasso de Paris possèdent également un exemplaire de cette estampe.

## Expositions notables
En 2013, la Fundación Juan March (es) organise à Madrid l'exposition « La Minotauromachie (1935) : Picasso en su laberinto ».